# Gretchen Walsh
Gretchen Walsh (Nashville, 29 de enero de 2003) es una deportista estadounidense que compite en natación. Su hermana mayor Alex compite en el mismo deporte.

## Trayectoria
Participó en los Juegos Olímpicos de París 2024, obteniendo cuatro medallas, oro en 4 × 100 m estilos y 4 × 100 m estilos mixto y plata en 100 m mariposa y 4 × 100 m libre.
Ganó seis medallas en el Campeonato Mundial de Natación, en los años 2023 y 2025, y siete medallas de oro en el Campeonato Mundial de Natación en Piscina Corta de 2024.
En mayo de 2025 batió la plusmarca mundial de los 100 m mariposa (54,60) y en agosto de 2025 estableció un nuevo récord mundial del relevo 4 × 100 m estilos (3:49,34). En piscina corta batió en diciembre de 2024 el récord mundial de los 50 m mariposa (23,94), los 100 m estilos (55,11) los 100 m mariposa (52,71), los 50 m libre (22,83) y de los relevos 4 × 100 m libre (3:25,01) y 4 × 100 m estilos (3:40,41).
Estudió el grado de Comercio en la Universidad de Virginia.

## Palmarés internacional
| Juegos Olímpicos                    | Juegos Olímpicos    | Juegos Olímpicos  | Juegos Olímpicos        |
| Año                                 | Lugar               | Medalla           | Prueba                  |
| ----------------------------------- | ------------------- | ----------------- | ----------------------- |
| 2024                                | París (Francia)     | Medalla de oro    | 4 × 100 m estilos       |
| 2024                                | París (Francia)     | Medalla de oro    | 4 × 100 m estilos mixto |
| 2024                                | París (Francia)     | Medalla de plata  | 100 m mariposa          |
| 2024                                | París (Francia)     | Medalla de plata  | 4 × 100 m libre         |
| Campeonato Mundial                  |                     |                   |                         |
| Año                                 | Lugar               | Medalla           | Prueba                  |
| 2023                                | Fukuoka (Japón)     | Medalla de oro    | 4 × 100 m estilos       |
| 2023                                | Fukuoka (Japón)     | Medalla de plata  | 4 × 100 m libre         |
| 2023                                | Fukuoka (Japón)     | Medalla de bronce | 50 m mariposa           |
| 2025                                | Singapur (Singapur) | Medalla de oro    | 50 m mariposa           |
| 2025                                | Singapur (Singapur) | Medalla de oro    | 100 m mariposa          |
| 2025                                | Singapur (Singapur) | Medalla de oro    | 4 × 100 m estilos       |
| Campeonato Mundial en Piscina Corta |                     |                   |                         |
| Año                                 | Lugar               | Medalla           | Prueba                  |
| 2024                                | Budapest (Hungría)  | Medalla de oro    | 50 m libre              |
| 2024                                | Budapest (Hungría)  | Medalla de oro    | 100 m libre             |
| 2024                                | Budapest (Hungría)  | Medalla de oro    | 50 m mariposa           |
| 2024                                | Budapest (Hungría)  | Medalla de oro    | 100 m mariposa          |
| 2024                                | Budapest (Hungría)  | Medalla de oro    | 100 m estilos           |
| 2024                                | Budapest (Hungría)  | Medalla de oro    | 4 × 100 m libre         |
| 2024                                | Budapest (Hungría)  | Medalla de oro    | 4 × 100 m estilos       |